# آردنهایم (پنسیلوانیا)
آردنهایم (به انگلیسی: Ardenheim) یک منطقهٔ مسکونی در ایالات متحده آمریکا است که در شهرستان هانتینگدان، پنسیلوانیا واقع شده است. آردنهایم ۱۸۵٫۹۳ متر بالاتر از سطح دریا واقع شده است.